# Efthalia Mitsi
Efthalia „Thalia“ Mitsi (griechisch Ευθαλία «Θάλεια» Μήτση, * 3. März 1980) ist eine ehemalige griechische Fußballschiedsrichterin.
Von 2005 bis 2017 stand sie auf der FIFA-Liste und leitete internationale Fußballspiele.
Bei der U-17-Weltmeisterschaft 2008 in Neuseeland leitete Mitsi zwei Gruppenspiele sowie das Viertelfinale zwischen Dänemark und Nordkorea (0:4).
Am 12. März 2014 pfiff Mitsi das Finale des Algarve-Cups 2014 zwischen Deutschland und Japan (3:0).
Mitsi wurde für die Weltmeisterschaft 2011 in Deutschland nominiert, kam dort jedoch nur als Vierte Offizielle zum Einsatz.
Beim olympischen Fußballturnier 2012 in London leitete Mitsi zwei Partien in der Gruppenphase.
Bei der Weltmeisterschaft 2015 in Kanada leitete Mitsi mit ihren Assistentinnen Chrysoula Kourompylia und Angela Kyriakou zwei Gruppenspiele.